# 초록마을로
초록마을로(Chorokmaeul-ro)는 서울특별시 강서구 화곡동에 있는 서울특별시도로, 총 연장은 1.764 km이다. 도로의 명칭이 유래된 것은 초록마을의 이름을 인용하여 부여되었기 때문이다.

## 역사
- 2010년 6월 30일 : 도로명으로 초록마을로를 고시

## 주요 경유지
- 강서구
  - 화곡동

## 접촉하는 도로
- 화곡로
- 까치산로

## 주요 건물 및 시설
- 서울화곡초등학교 (초록마을로 28/화곡동 24-266)
- 대성주택 (초록마을로 84/화곡동 56-56)
- 세한아파트 (초록마을로 120/화곡동 410-150)
- 태창네스트힐아파트 (초록마을로 121/화곡동 1146)
- 탑건진선미아파트 (초록마을로 166/화곡동 1155)
- 화곡미성아파트 (초록마을로 176/화곡동 409-248)